# Kalevoet
Kalevoet is een wijk in de Belgische gemeente Ukkel in het Brussels Hoofdstedelijk Gewest. Kalevoet ligt in het zuidwesten van de gemeente, tegen de grens met de Vlaamse gemeenten Drogenbos, Beersel en Linkebeek.

## Geschiedenis

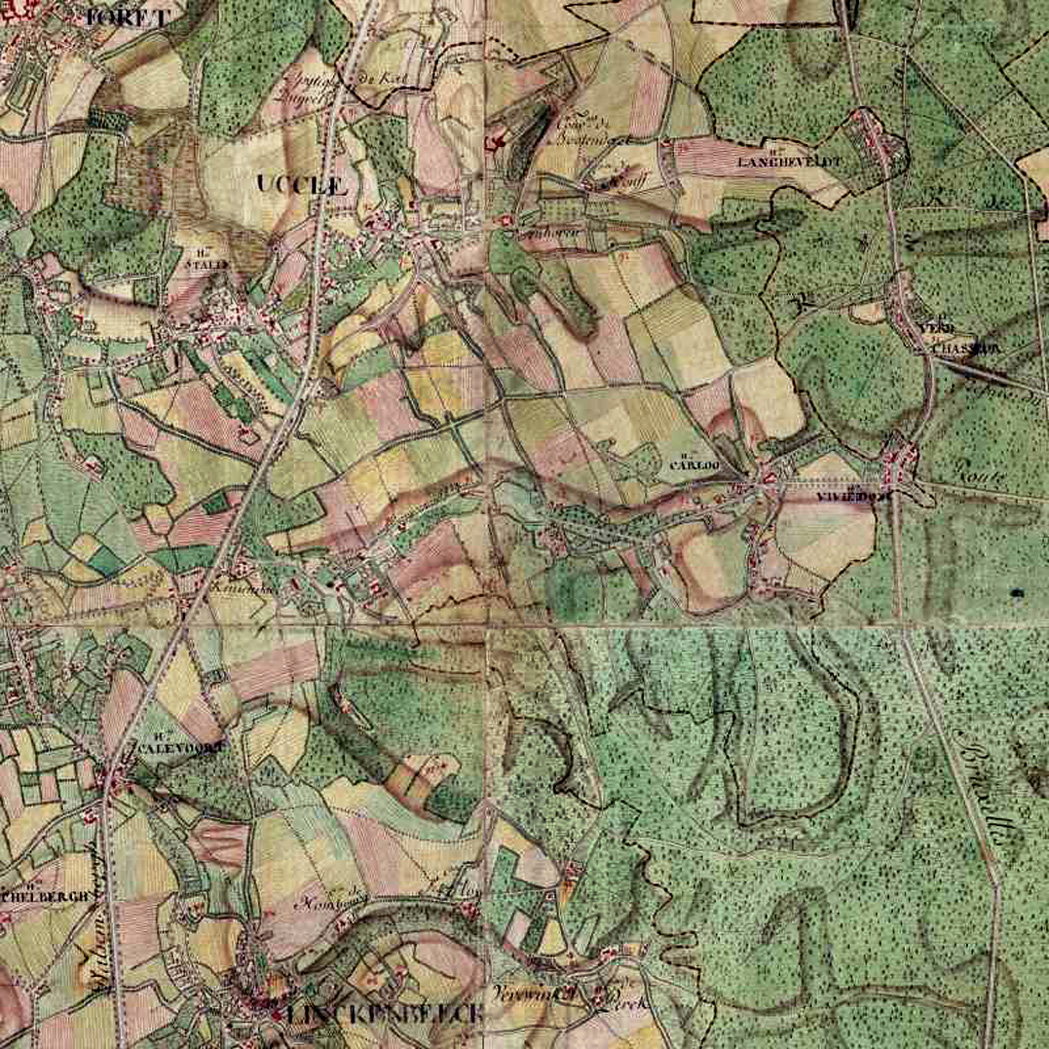
Ukkel op de Ferrariskaart met in het zuidwesten Kalevoet

Kalevoet ontstond als een gehuchtje ten westen van Linkebeek in een laagte langs de Linkebeek, de zogenaamd Put van Kalevoet. Oude vermeldingen van de plaats dateren uit het begin van de 13de eeuw als Calenvort. De naam zou een samenstelling zijn van kaal, verwijzend naar een onbegroeid gebied, en voort, een voorde door de Linkebeek. De "r" verdween na de 18de eeuw uit de naam. Het was een landelijke plaats, afhankelijk van het hertogelijk domein van Ukkel. Bij Kalevoet lagen verschillende lenen, zoals Nekkersgat en Groelst die afhingen van de heerlijkheden Carloo en Stalle.
In de 14de eeuw werd in Kalevoet een houten kapel opgericht, gewijd aan Onze-Lieve-Vrouw van Troost. In 1425 werd deze vervangen door een grotere stenen kapel met achthoekig grondplan. In de eerst helft van de 17de eeuw veranderde het gehuchtje door de aanleg van de Alsembergsesteenweg, een zuidelijk uitvalsweg van Sint-Gillis, eerst naar Kalevoet, daarna naar Alsemberg. De voorde werd opgehoogd en er kwam een brug over de Linkebeek. De Ferrariskaart uit de jaren 1770 toont het gehucht Calevoort en de kapel waar de steenweg de Linkebeek dwarst. Ter hoogte van dit punt kwam er een tolbarrière. Op het einde van het ancien régime werden de gemeenten gecreëerd en het gebied ten noorden van de Linkebeek werd deel van de gemeente Ukkel. Bij de Franse Revolutie werd de kapel verwoest en in 1828 helemaal afgebroken. Later werd hier een klein kapelletje opgetrokken met een beeld van Maria.
In 1873 werd ten noorden, halverwege tussen Ukkel en Kalevoet, langs de Alsembergsesteenweg het station Ukkel-Kalevoet gebouwd langs de nieuwe spoorlijn 124 tussen Brussel en Charleroi. Op het grondgebied van Beersel was de Brouwerij Van Haelen ontstaan. De brouwerij groeide uit en kende haar bloei in de 20ste eeuw. Eind jaren 60 verdween de brouwerij en de gebouwen werden gesloopt. In 1930 werd een tweede spoorlijn aangelegd net ten oosten van het oude Kalevoet. Op deze spoorlijn werd pas in 1973 een station gebouwd: het station Moensberg.
De naam Kalevoet wordt tegenwoordig ook gebruikt voor een ruimer gebied in het zuidwesten van de gemeente Ukkel. Het oude Kalevoet bevond zich op de grens van de huidige gemeenten Beersel, Drogenbos, Linkebeek en Ukkel bij de kruising van de Alsembergsesteenweg met de Linkebeek, nabij de huidige tramhalte 'Van Haelen' (genoemd naar de voormalige brouwerij).

## Bezienswaardigheden
- De moderne Onze-Lieve-Vrouw van Troostkerk, de parochiekerk van de wijk Kalevoet-Horzel.

## Verkeer en vervoer
Door Kalevoet loopt de Alsembergsesteenweg, een oude zuidelijk uitvalsweg uit Brussel. Op deze steenweg loopt de Brusselse tramlijn 51. Net ten oosten van het oude Kalevoet ligt het treinstation Moensberg op spoorlijn 26 en in het noorden van de Ukkelse wijk Kalevoet ligt het Station Ukkel-Kalevoet langs spoorlijn 124.
Bascule · Brugmann · Carloo/Sint-Job · Churchill · De Kat · Diesdelle · Dieweg · Engeland · Fort Jaco · Globe · Groene Jager · Groeselenberg · Homborch · Horzel · Kauwberg · Kalevoet · Keienbempt · Kriekenput · Neerstalle · Langeveld · Merlo · Moensberg · Stalle · Verrewinkel · Vossegat · Wolvenberg · Wolvendaal · Zeecrabbe